# Jean V d'Armagnac
Pour les articles homonymes, voir Jean d'Armagnac et Jean V.
Jean V d'Armagnac, fils de Jean IV, comte d'Armagnac et de Rodez, et d'Isabelle d'Évreux-Navarre, est né en 1420 et mort le 6 mars 1473 à Lectoure. Vicomte de Lomagne, il devient comte d'Armagnac, de Fezensac et de Rodez à la mort de son père en 1450.
Il est l'un des capitaines de Charles VII en lutte contre les Anglais, mais il prend son indépendance, usurpe les droits régaliens et se brouille avec le roi. 

## Biographie

### Héritage
À sa naissance en 1420, Jean d'Armagnac se voit attribuer le titre de vicomte de Lomagne.
En 1454, à la mort de Mathieu de Foix, comte de Comminges, il revendique le comté, étant petit-neveu du premier mari de Marguerite de Comminges, veuve de Mathieu.

### Relation incestueuse
Il a également une liaison incestueuse avec sa sœur Isabelle d'Armagnac (1430-1475/6), dame des Quatre-Vallées, qui fait scandale dans la chrétienté ; il obligea son chapelain, sous peine de mort, à célébrer son mariage avec sa sœur qui lui donne trois enfants :
- Jean († 1516), seigneur de Camboulas, marié en 1507 avec Jeanne de La Tour (sans descendance) ;
- Antoine († 1516), dit le "Bâtard d'Armagnac" (sans alliance ni descendance) ;
- Rose [ou Mascarose] (morte en 1526), mariée en 1498 avec Gaspard de Villemur, seigneur de Montbrun et de Saint Paul[6] (dont descendance).

### Conflit avec Louis XI
En 1455, irrité de l'insubordination de son vassal, ainsi que par le scandale, Charles VII envoie contre lui deux armées. Jean V, vaincu, doit fuir à la cour d'Aragon et, pendant que les troupes françaises occupent le Rouergue et l'Armagnac, organise une guérilla pour harceler les occupants, mais le roi d'Aragon lui conseille d'aller à Rome pour demander au pape de plaider sa grâce auprès du roi de France. Des cardinaux cupides tentent de lui vendre une fausse dispense, mais sont démasqués et jugés. Le pape lui accorde le pardon, mais ne réussit pas à faire fléchir Charles VII, et Jean V se réfugie à la cour d'Aragon.
Charles VII meurt en 1461. Le nouveau roi, Louis XI, amnistie et rend ses comtés à Jean V. Mais celui-ci prend part à la ligue du Bien public contre le roi. Après l'échec de cette ligue, il complote avec les Anglais.
En 1470, Louis XI met l'Armagnac et le Rouergue sous séquestre et envoie son gendre Pierre de Beaujeu en prendre possession, mais Jean V soulève l'Armagnac et reprend Lectoure. Il est y assiégé en 1473 par l'évêque d’Albi, le cardinal Jouffroy. Le comte d'Armagnac accepte de capituler et fait ouvrir les portes de la ville le 5 mars 1473. Le lendemain, il est poignardé lors d'une échauffourée entre hommes d'armes. Une grande partie de la population est massacrée et la ville partiellement détruite. 

### Décès de son épouse légitime Jeanne de Foix
Jean V avait épousé Jeanne de Foix-Grailly, fille de Gaston IV de Foix-Béarn, à Lectoure le 19 août 1469. Enceinte lors du siège de 1473, elle est transportée, après l'assassinat de son mari, au château de Buzet, près de Toulouse. Morte à une date inconnue, elle survécut du moins jusqu'en février 1476, contrairement aux allégations d'un avocat de la famille d'Armagnac qui affirma, lors des États généraux de 1484, que la veuve de Jean V disparut en 1473 après avoir absorbé un poison destiné à la faire avorter de son enfant à naître.

## Dans la peinture

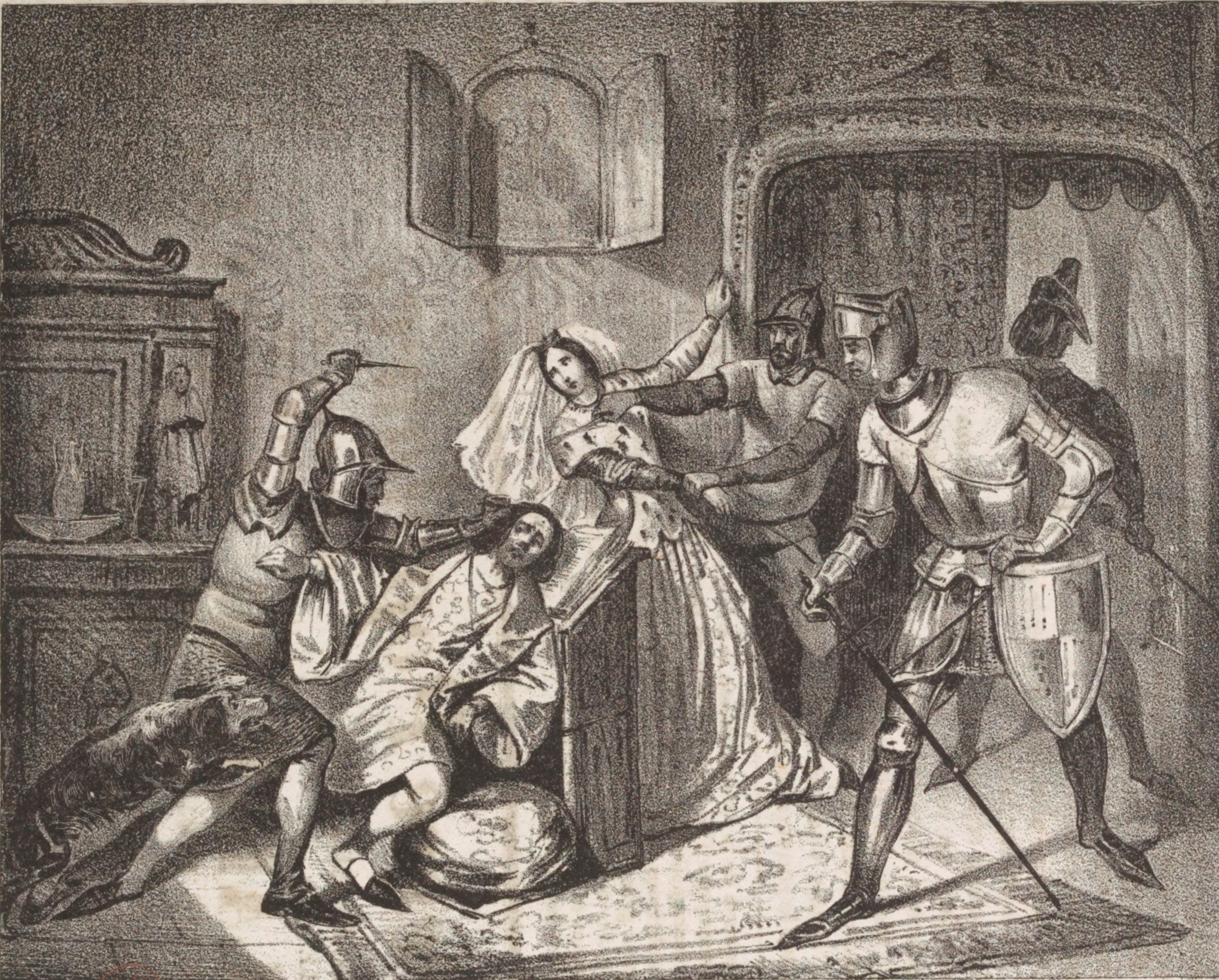
La Mort de Jean d'Armagnac, lithographie de Delaunois d'après une peinture d'histoire de Louis-Henri de Rudder exposée au Salon de 1835.

Les amours incestueuses du comte avec sa sœur Isabelle, de même que sa mort violente à Lectoure, ont inspiré les artistes dès le début du XIXe siècle. 
En 1835, Louis-Henri de Rudder expose au Salon de Paris une peinture d'histoire intitulée Mort de Jehan d'Armagnac en 1473. Le tableau, qui d'après un contemporain anonyme est « de ceux qui obtiennent au salon le plus de succès », est popularisé par une lithographie de Nicolas-Louis Delaunois publiée dans le journal Le Charivari du 13 avril suivant, ce qui assure à l’œuvre une large diffusion. La peinture est aussi présentée à l'exposition d'ouvrages d'art et d'industrie de Louveciennes.

Trois ans plus tard, le peintre Louis-Georges Paradis expose au Salon de 1838 le tableau Extinction de la famille d'Armagnac, qui s'inspire d'un passage de l’Histoire des ducs de Bourgogne de Prosper de Barante, rapportant la prétendue mort par empoisonnement de Jeanne de Foix. Le livret explicatif du Salon décrit la scène de la façon suivante, d'après Barante : 

« Louis XI, après avoir fait égorger le comte d'Armagnac, résolut de détruire la race de ce prince. Il fit enfermer la comtesse d'Armagnac dans le château de Bugot, près Toulouse. Peu de temps après, il envoya vers elle son secrétaire Olivier Leroux, messire de Cathelneau, maître Mace, puis un apothicaire qui avait préparé un breuvage qui devait détruire l'enfant qu'elle portait dans son sein ; elle mourut peu de jours après de ce poison. »

### Sources primaires
- Joël Blanchard (éditeur scientifique), Procès politiques au temps de Louis XI : Armagnac et Bourgogne, Genève, Droz, coll. « Travaux d'humanisme et Renaissance » (no 564), 2016, 393 p. (ISBN 978-2-600-04733-3 et 2-600-04733-6, OCLC 956519409, présentation en ligne) Publication de documents concernant le procès de Jean V d'Armagnac.

#### Études historiques

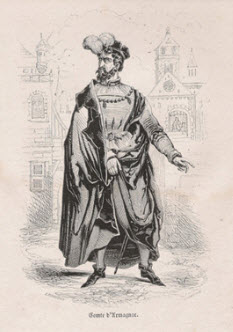
Jean d'Armagnac, gravure romantique du XIXe siècle.

- Franck Collard, « L'affaire Jean d'Armagnac : petits accommodements avec l'inceste », L'Histoire, no 445,‎ mars 2018, p. 70-75.
- Franck Collard, « Des Borgia en Armagnac ? Le comte, sa sœur, l'Église et le roi : réflexions sur l'inceste de Jean V (1420-1473) », dans Michèle Fournié, Daniel Le Blévec et Julien Théry (dir.), L'Église et la chair (XIIe – XVe siècle), Toulouse, Privat, coll. « Cahiers de Fanjeaux » (no 52), 2019 (ISBN 978-2-7089-3457-3), p. 351-376.
- Bernard de Mandrot, « Louis XI, Jean V d'Armagnac et le drame de Lectoure », Revue historique, Paris, Félix Alcan, t. 38 (13e année),‎ septembre-décembre 1888, p. 241-304 (présentation en ligne, lire en ligne).
- Charles Samaran, La maison d’Armagnac au XVe siècle et les dernières luttes de la féodalité dans le Midi de la France, Paris, Alphonse Picard et fils, 1907, XXI-523 p. (présentation en ligne, lire en ligne).
- Charles Samaran, « Isabelle d'Armagnac, dame des Quatre-Vallées », Revue des Hautes-Pyrénées, vol. 2,‎ 1907, p. 97-115, 140-149 et 171-178 (lire en ligne). Aussi publié en tiré à part :  Isabelle d'Armagnac, dame des Quatre-Vallées, Tarbes, Imprimerie de Clément Larrieu, 1907, 38 p.

#### Fiction
- Jean-Pierre Brès, Isabelle et Jean d'Armagnac, ou les Dangers de l'intimité fraternelle : roman historique, Paris, Marchand, 1804 (BNF 30158698)4 volumes, disponibles en ligne sur Gallica : vol. 1 - vol. 2 - vol. 3 - vol. 4

- Alexandre Langlois (avant-propos de Paul Langlois), Jean d'Armagnac, drame en 3 actes, en vers. [Paris, 10 juillet 1875], A. Derenne, 1876 (BNF 30735425).

- Pénélope Le Fers-Dupac, L'amour impossible de Jean V d'Armagnac, Lectoure, Éd. THL, 2011, 308 p. (ISBN 978-2-918915-03-4 et 2-918915-03-3, OCLC 762721847).

- Serge Pacaud, Jean et Isabelle d'Armagnac ou La constance incestueuse, Orthez, Éditions Gascogne, 2016, 405 p. (ISBN 978-2-36666-082-1 et 2-36666-082-0, OCLC 957668374)